# Sejm zwyczajny 1722
Sejm 1722 – sejm zwyczajny I Rzeczypospolitej, został zwołany 18 lipca 1722 roku do Warszawy.
Sejmiki przedsejmowe w województwach odbyły się 24 sierpnia 1722 roku, sejmiki główne prowincjonalne 15 września 1722 roku, kujawski powtórny 30 września 1722 roku.
Marszałkiem sejmu obrano Franciszka Ossolińskiego, podskarbiego nadwornego koronnego.
Obrady sejmu trwały od 5 października do 16 listopada 1722 roku. Sejm został zerwany przez frakcję hetmańską, we współpracy z posłem rosyjskim G. Dołgorukim, nie uchwalił konstytucji.